# Жилин, Олег Павлович
Олег Павлович Жилин (26 февраля 1947, Вторые Тербуны, Курская область — июнь 2024) — советский и украинский футболист, тренер, выступавший на позициях защитника и полузащитника.

## Игровая карьера
Отец — партизан Великой Отечественной войны, позже работал директором завода стройматериалов в Енакиево. Семья проживала в посёлке Зарудня после переезда в Сталинскую область. Футболом Олег увлекался с детства, посещая матчи местного «Металлурга» в областном чемпионате и играя с одногодками на поле около ДСК. Начинал карьеру в команде «Металлург», первый тренер — Николай Фёдорович Карабизиков.
Олег начинал играть на позиции левого защитника за енакиевский «Шахтёр». На него пришёл персональный запрос из киевского СКА, игравшего во Второй лиге СССР. Полтора года он отыграл за СКА на позиции крайнего защитника, команда в 1965 году вышла в класс «А», а в 1967 году заняла 3-е место. Некоторое время Олег служил в Харькове, где он окончил военное училище и стал-механиком водителем среднего танка, а позже инструктором. После увольнения со службы он отклонил предложения из ленинградского «Зенита» и минского «Динамо», перейдя в «Азовец» из Жданова, который тренировал Владимир Сальков.
В 1970 году участвовал в студенческом чемпионате Европы в Скопье в составе сборной СССР, в котором та одержала победу, обыграв в финале Испанию 2:1. В 1972 году по предложению Валентина Бубукина перешёл в симферопольскую «Таврию», за этот крымский клуб играл с 1972 по 1979 год. В 1973 году команда Александра Гулевского вышла в Первую лигу, а в 1974 году под руководством Сергея Шапошникова выиграла Кубок УССР. В 1977 году стала бронзовым призёром Первой лиги СССР. В 1979 году «Таврия» под руководством Вадима Иванова чуть не вылетела из Первой лиги, а через год вышла в Высшую лигу, однако к тому моменту Жилин уже ушёл из клуба.
В 1980 году Анатолий Заяев, поздней осенью 1979 года освобождённый из «Таврии» по распоряжению председателя спорткомитета СССР Сергея Павлова, пригласил Жилина в севастопольский клуб «Атлантика» из Второй лиги. Тот согласился и почти семь сезонов выступал на позиции центрального заднего защитника. Команда добилась 6-го места во Второй лиге и выиграла футбольный турнир Спартакиады УССР. За время его выступлений в составе «Атлантики» у клуба сменились несколько тренеров: Валентин Тугарин, Владимир Паис и Геннадий Макаров. Вскоре Жилин завершил игровую карьеру.

## Тренерская карьера
С 1986 года Жилин работал помощником тренера в «Атлантике», руководя ею с июля и до конца 1986 года. В августе 1994 года по предложению Владимира Чигринского, владельца клуба, который уже звался «Чайкой», Жилин стал тренером клуба, однако через год, после скоропостижной смерти Чигринского, покинул команду. Некоторое время играл за севастопольскую команду ветеранов (тренеры — Виктор Константинов и Иван Глуховский).
Умер в июне 2024 года в возрасте 77 лет.

## Достижения
- Бронзовый призёр первой лиги СССР: 1977
- Серебряный призёр второй лиги СССР: 1973
- Чемпион УССР: 1973
- Бронзовый призёр чемпионата УССР: 1972
- Обладатель Кубка УССР: 1974
- Финалист Кубка УССР: 1975
- Рекордсмен среди игроков из УССР по количеству сыгранных матчей в чемпионатах СССР: 733 матча